# David Whitehurst
Charles David Whitehurst (Baumholder, 27 aprile 1955) è un giocatore di football americano statunitense che ha giocato nel ruolo di quarterback nella National Football League (NFL). Al college giocò a football alla Furman University.

## Carriera professionistica
Whitehurst fu scelto nel corso dell'ottavo giro (206º assoluto) del Draft NFL 1977 dai Green Bay Packers7. Giocò per sette stagioni coi Packers fino al 1983, disputando l'intera stagione 1978 e la maggior parte della successiva come quarterback titolare della franchigia. Nel 1984 passò l'ultima stagione della carriera coi Kansas City Chiefs senza mai scendere in campo. Il figlio di Whitehurst, Charlie, è anch'egli un quarterback, che attualmente funge da riserva nei Tennessee Titans.

## Vittorie e premi
Nessuno

## Statistiche
| Yard passate      | 6.205 |
| Touchdown         | 28    |
| Intercetti subiti | 51    |
| Passer rating     | 59,2  |